# Nationale Ivan Franko-universiteit van Lviv
De Nationale Ivan Franko-universiteit van Lviv (Oekraïens: Львівський національний університет імені Івана Франка) is een universiteit in de Oekraïense stad Lviv. 
De universiteit is opgericht in 1661 door koning Jan II Casimir van Polen als opvolger van een Jezuïetencollege uit 1608. In het verleden stond de instelling bekend als de universiteit van Lemberg, de universiteit van Lwów, het Theresianum en van 1919 tot 1939 als de Jan Casimir-universiteit.
Als gevolg van het Molotov-Ribbentroppact werd de stad Lviv in 1939 door de Sovjets ingenomen. De Poolse instelling bleef aanvankelijk nog bestaan, maar in 1940 werden het Poolse bestuur, hoogleraren en docenten vervangen door Oekraïense. Daarbij werd ook de naam van de universiteit gewijzigd in de huidige naam Nationale Ivan Franko-universiteit van Lviv, als eerbetoon aan de Oekraïense dichter en oud-student Ivan Franko.
De wiskundige school van Lwów was een groep Poolse wiskundigen die tijdens het interbellum aan de universiteit werkte. Slechts enkelen hebben de Tweede Wereldoorlog overleefd en hun werk voortgezet aan de universiteit van Wrocław.
Bekende alumni zijn Piotr Bieńkowski, Ivan Franko, Ludwik Fleck, Mark Kac, Jevhen Konovalets, Emil Korytko, Hersch Lauterpacht, Pinhas Lavon, Stanisław Lem, Raphael Lemkin, Jan Łukasiewicz, Stanisław Maczek, Semjon Mogilevitsj, Bruno Schulz, Josyf Slipyj en Hugo Steinhaus.
Tot de bekende hoogleraren behoorden onder meer Stefan Banach, Józef Bilczewski, Zygmunt Janiszewski, Ignacy Krasicki, Jan Łukasiewicz, Stanisław Mazur, Wacław Sierpiński, Hugo Steinhaus, Kazimierz Twardowski en Rudolf Weigl.